# Louis Eugène Michalet
Louis Eugène Michalet (Chaussin, 28 de mayo de 1829 - Dole, 12 de febrero de 1862) fue un botánico francés.

## Algunas publicaciones
- 1854. Notice sur quelques plantes récemment observées dans le département du Jura et le pays de Gex. 16 pp.
- 1860. Sur le Développement et la végétation des "Corydalis solida" et "cava". 11 pp.
- 1860. Sur la floraison des Viola, de l'Oxalis acetosella et de la Linaria spuria. 6 pp.

### Libros
- eugène Michalet, charles Grenier. 1864. Histoire naturelle du Jura et des départements voisins... Tomo II. Botánica. 400 pp.
- Ogérien, n.; eugène Michalet, charles m. Grenier. 1867. Histoire naturelle du Jura et des departements voisins: Géologie. Volumen 1, Nº 2. Ed. Victor Masson. 956 pp. en línea

- La abreviatura «Michalet» se emplea para indicar a Louis Eugène Michalet como autoridad en la descripción y clasificación científica de los vegetales.[3]

- «Louis Eugène Michalet». Índice Internacional de Nombres de las Plantas (IPNI). Real Jardín Botánico de Kew, Herbario de la Universidad de Harvard y Herbario nacional Australiano (eds.).